# Christian Deichstetter
Christian Deichstetter (* 5. Februar 1966) ist ein deutscher Eishockeyspieler und -trainer.

## Karriere

### Als Spieler
Der in Trostberg aufgewachsene Verteidiger absolvierte über 400 Spiele (etwa 280 Scorerpunkte) für den Augsburger EV, EV Landsberg, ESV Königsbrunn, EC Nordhorn, EC Ulm/Neu-Ulm, ERSC Amberg und seinen Heimatverein TSV Trostberg, für den er schon als 16-Jähriger in der damaligen Regionalliga spielte.

### Als Trainer
Der Sportwissenschaftler (Uni Leipzig), Diplomtrainer (Trainerakademie Köln des Deutschen Olympischen Sportbundes)  und A-Lizenzinhaber ist seit 1994 als Eishockeytrainer tätig und coachte in bisher über 800 Spielen zahlreiche Teams. Er startete seine Trainerlaufbahn beim Augsburger EV, bei dem er von 1994 bis 1996 und 1998 bis 2004 insgesamt 8 Jahre als Trainer der DNL-Mannschaft, Oberligamannschaft und zahlreicher Nachwuchsmannschaften an der Bande stand. Für zwei Jahre war er ab 1996 mit dem ESV Königsbrunn als jüngster Trainer der damaligen 2. Liga Süd im Einsatz. Von 2005 bis 2011 war er als sportlicher Leiter und Cheftrainer für den Nachwuchs des ERC Ingolstadt verantwortlich.
Als Verbandstrainer und Stützpunktleiter unterstützte Christian von 1999 bis 2008 den Bayerischen Eissport Verband in der Nachwuchsförderung der U12-, U13- und U14-Mannschaften.
Seit 2008 ist er als Trainer und Teammanager des Deutschen Eishockey-Bundes für die U16/U17-Nationalmannschaft im Einsatz.
Aktuell ist er mit Sven Felski und Jochen Molling für die U17-Nationalmannschaft verantwortlich.